# 全日本少年少女武道錬成大会 (弓道)
全日本少年少女武道錬成大会 （弓道）（ぜんにほんしょうねんしょうじょぶどうれんせいたいかい きゅうどう）は、毎年夏に日本武道館で開催される、中学生を対象とした弓道の全国大会。

## 概要
弓道を通して心身の錬磨と相互の親睦を図り、青少年の健全な育成を図る趣旨のもとに、毎年全国各地の部や道場に所属する数千名にものぼる中学生が日本武道館に集結して開催される弓道の全国大会。なお、この大会は団体戦のみで個人戦は実施されない。
- 基本錬成は中学1年生から参加できる。
- 試合錬成は男子の部、女子の部に分かれて実施される。